# Эпимахово
Эпимахово — деревня в Себежском районе Псковской области России. Входит в состав городского поселения Себеж.
Численность населения деревни по оценке на начало 2001 года составляла 374 жителя.

## География
Расположена на юго-западе региона, в центральной части района, в зоне хвойно-широколиственных лесов, в 6 км к северо-востоку от центра города Себеж, между деревнями Ульяновщина (к юго-западу) и Кузнецовка (к северо-востоку) и региональными автодорогами 58К-489 (к северу) и 58К-563 (к югу).

## Климат
Климат, как и во всем районе, умеренно континентальный. Характеризуется мягкой зимой, относительно прохладным летом, сравнительно высокой влажностью воздуха и значительным количеством осадков в течение всего года. Средняя температура воздуха в июле +17 °C, в январе −8 °C. Средняя продолжительность безморозного периода составляет 130—145 дней в году. Годовое количество осадков — 600—700 мм. Большая их часть выпадает в апреле — октябре. Устойчивый снежный покров держится 100—115 дней; его мощность обычно не превышает 20-30 см.

## История
В 1941—1944 гг. местность находилась под фашистской оккупацией войсками Гитлеровской Германии.
Деревня Эпимахово в советские и постсоветские годы входила в Ленинский сельсовет, который Постановлением Псковского областного Собрания депутатов от 26 января 1995 года переименован в Ленинскую волость.
Законом Псковской области от 28 февраля 2005 года Ленинская волость была упразднена, а с 1 января 2006 года её территория, в том числе деревня Эпимахово, вместе с городом Себеж составили новосозданное муниципальное образование Себеж со статусом городского поселения.

## Население
| 2001 | 2002 | 2010 |
| ---- | ---- | ---- |
| 374  | ↗386 | ↘286 |

### Национальный и гендерный состав
Согласно результатам переписи 2002 года, в национальной структуре населения русские составляли 92 % от общей численности в 386 чел., из них 164 мужчины, 222 женщины.

## Инфраструктура
Развито сельское хозяйство, личное подсобное хозяйство.

## Транспорт
Деревня доступна автомобильным и железнодорожным транспортом. Остановка общественного транспорта «Эпимахово». На севере деревни в пешей доступности платформа Кузнецовка.
Подходит автомобильная дорога общего пользования местного значения (идентификационный номер 58-254-501 ОП МГ 58Н-001), протяженностью в 3,96 км.